# Alfonsas Eidintas
Alfonsas Eidintas   (Vaiguva, 4 de gener de 1952) és un historiador, novel·lista i diplomàtic lituà. Ostenta el càrrec d'ambaixador de Lituània a Grècia.

## Biografia
Entre 1969 i 1973 Alfonsas Eidintas va estudiar història a la Universitat de Vílnius, en la qual va estar posteriorment com a professor i director del Departament d'Història Universal així com vicedegà d'aquesta institució. De 1986 a 1993 va ser el Director Adjunt d'Investigació de l'Acadèmia Lituana de Ciències i a l'adjunt Institut Lituà d'Història, on va rebre la seva nominació com a acadèmic el 1990.
Eidintas va entrar al servei diplomàtic el 1993, com ambaixador de Lituània als Estats Units. També ha exercit el càrrec d'ambaixador de Lituània Extraordinari i Plenipotenciari al Canadà, Mèxic, Noruega, Israel, Xipre, Etiòpia, Sud-àfrica i Nigèria. Va treballar també en el Ministeri d'Afers Estrangers. Va ser professor en l'Institut de Relacions Internacionals i Ciències Polítiques.
A partir de l'any 2009, ha escrit disset llibres, i almenys cinquanta articles científics sobre la història de Lituània i la seva política, també va publicar una obra de ficció històrica, Ieškok Maskvos sfinkso (A la recerca de l'Esfinx de Moscou).

## Llibres
- Jonas Sliupas: Knyga mokiniams. 1989.
- Naujas poziuris i Lietuvos istorija. 1989.
- Antanas Smetona: Politines biografijos bruozai. 1990.
- Lietuvos Respublikos prezidentai. 1991.
- Slaptasis lietuviu diplomatas: istorinis detektyvas. 1992.
- Kazys Grinius: Ministras pirmininkas ir prezidentas. 1993
- Lietuviu kolumbai: Lietuviu emigracijos istorijos apybraiza. 1993.
- Aleksandras Stulginskis: Lietuvos prezidentas, Gulago kalinys. 1995.
- Lietuvos ambasados rūmų Washington, D.C. istorija. 1996.
- Lithuania in European Politics: The Years of the First Republic, 1918-1940 (with Vytautas Zalys). 1999.
- President of Lithuania: Prisoner of the Gulag-a Biography of Aleksandras Stulginskis. 2001.
- Žydai, lietuviai ir holokaustas. 2002.
- Jews, Lithuanians and the Holocaust. 2003.
- Lithuanian Emigration to the United States 1868-1950. 2003.
- Ambasadorius = Ambassador: tarnyba savo valstybei svetur: skiriama Lietuvos Respublikos užsienio reikalų ministerijos 85 metų sukakčiai. 2003.
- Ieškok Maskvos sfinkso: istorinis romanas. 2006.
- Žydai, Izraelis ir palestiniečiai. 2007.
- Erelio sparnų dvelksmas: istorinis romanas: "Ieškok Maskvos sfinkso" tęsinys. 2008.
- Istorija kaip politika: įvykių raidos apžvalgos. 2008.
- Aukštai šaltos žvaigždės: istorinis romanas: "Ieškok Maskvos sfinkso" ir "Erelio sparnų dvelksmo" tęsinys. 2009.